# Carpobrotus edulis
Espèce
Classification phylogénétique
Carpobrotus edulis est une espèce de plantes à fleurs de la famille des Aizoaceae. En français, elle est appelée Croc de sorcière, Griffe de sorcière, Doigt de sorcière, Doigt de fée, Ficoïde comestible ou Figuier des Hottentots. C'est une plante grasse originaire d'Afrique australe. Son fruit est comestible.
Originaire d'Afrique du Sud, elle fut importée en Amérique et en Europe au début du XXe siècle pour l'ornement et pour la stabilisation des sols. De nos jours, elle est considérée comme invasive dans un certain nombre de pays connaissant un climat méditerranéen.

## Description

### Appareil végétatif et reproducteur
C'est une plante grasse rampante, reconnaissable à ses feuilles charnues opposées à section triangulaire, en forme de griffe de 8 à 11 cm de longueur pour 8 à 13 mm d'épaisseur. La couleur des feuilles varie du vert au rouge.
La floraison a lieu de mars ou avril à juin ou juillet. Les fleurs ont un diamètre de 5 à 12 cm, ont de nombreux pétales linéaires et sont de couleur jaune pâle.
Le fruit charnu, comestible ("figue des Hottentots"), produit de nombreuses (de 1 000 à 1 800) petites graines de 1 mm incluses dans un mucilage.

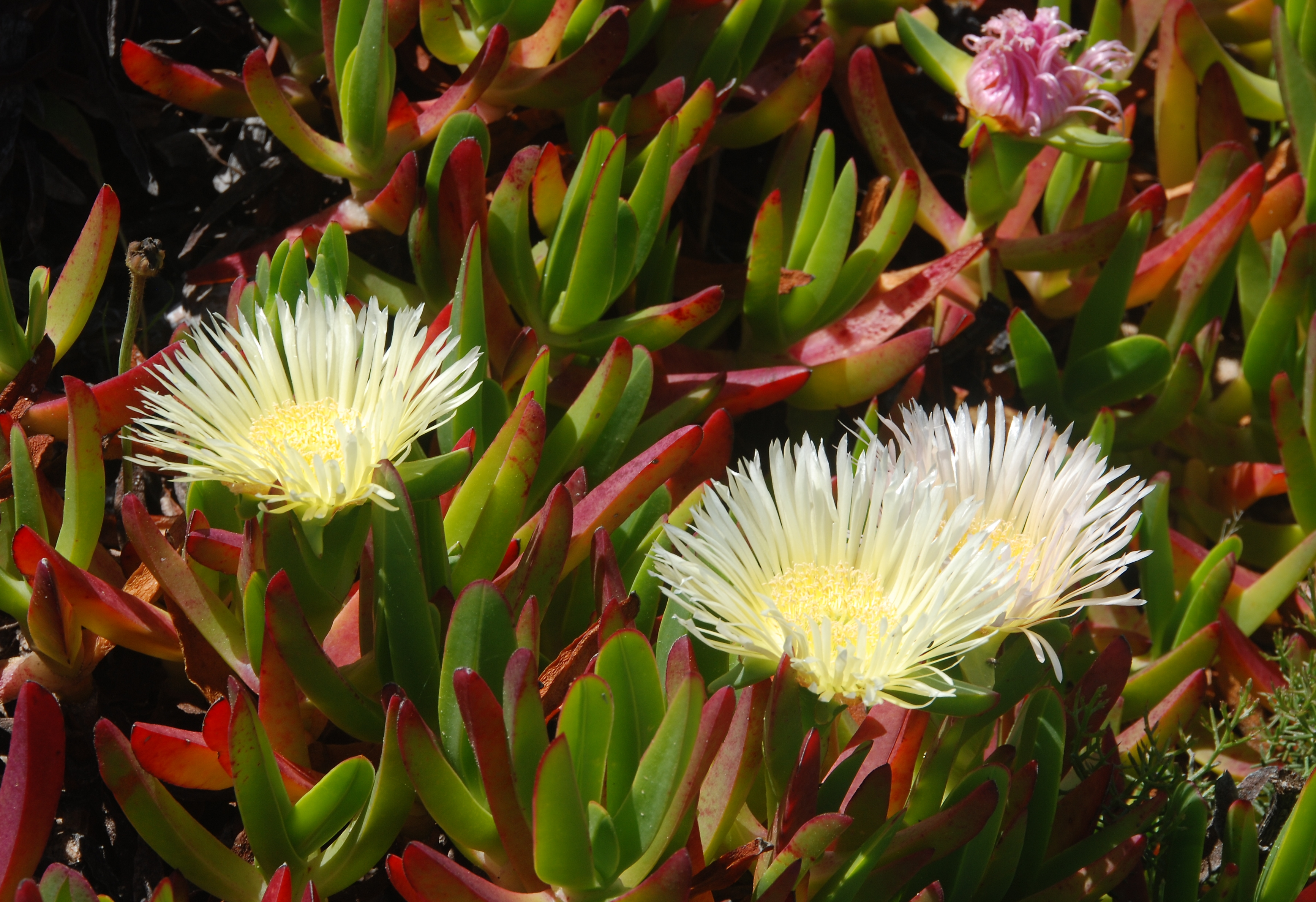

### Espèces similaires

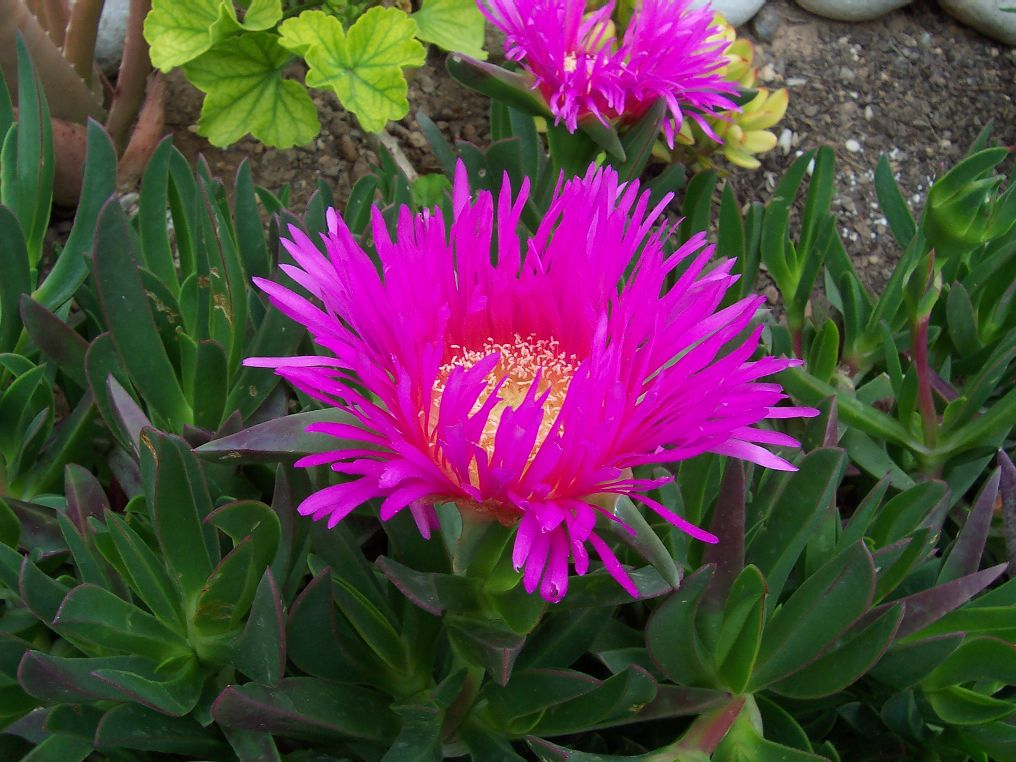
Carpobrotus acinaciformis est une espèce similaire à Carpobrotus edulis

Carpobrotus acinaciformis ressemble à Carpobrotus edulis, mais ses feuilles, plus courtes et plus larges, ont une section plutôt en triangle isocèle, alors que Carpobrotus edulis a des feuilles à section plutôt en triangle équilatéral. De plus, les fleurs de Carpobrotus acinaciformis sont plus pourpres que celles de Carpobrotus edulis, qui sont jaunâtres.
Il existe cependant des hybridations entre ces deux espèces, ce qui peut rendre leur détermination difficile

## Répartition et habitat

### Répartition
Originaire d’Afrique du Sud, elle a été introduite dans de nombreuses autres zones du globe, où elle s'est parfois naturalisée.
L'espèce est présente dans tout l'ouest du bassin méditerranéen.
En Europe, on la trouve sur tout le littoral atlantique (du Pays basque jusqu'au Cotentin) et méditerranéen (notamment en Corse, au niveau du massif des Albères, du massif des Maures et du massif de l'Esterel).

### Habitat

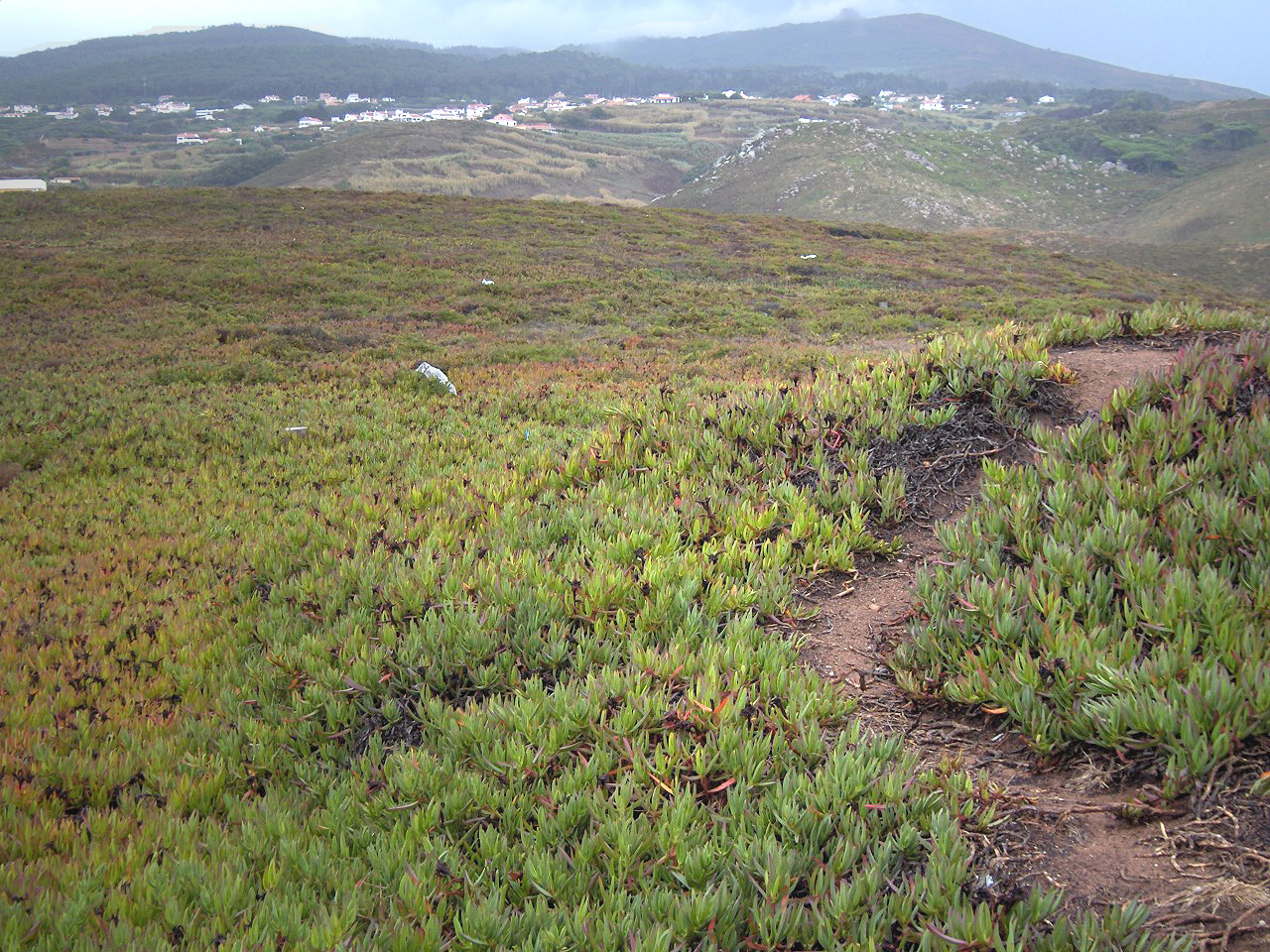
Étendue couverte de Carpobrotus edulis au Portugal.

Cette plante pousse sur les sols sableux, souvent sur les dunes littorales ou dans l'arrière-dune, mais on peut aussi la trouver sur les falaises ou rochers du littoral. Elle forme souvent de grands tapis végétaux pouvant couvrir plusieurs mètres carrés.
En Afrique du Sud, les feuilles sont mangées par les tortues; le cobra du Cap tend des embuscades aux petits rongeurs attirés par les fruits. Les fleurs sont pollinisées par les abeilles solitaires, les abeilles charpentières, et de nombreuses espèces de coléoptères. Les fleurs sont mangées par les antilopes et les babouins. Les massifs offrent un abri pour les escargots et les lézards tels que les scinques. Les fruits sont consommés par les babouins, les rongeurs, les porcs-épics et les antilopes qui dispersent ainsi les graines via leurs excréments.
Elle supporte des gels de l'ordre de -6 à -8 °C mais, seulement sur une courte durée et accompagnés d'un réchauffement correct en journée.

## Carpobrotus eduliset l'homme

### Usage
Le fruit peut être consommé cru, ou cuit en confiture au goût acide. Il est consommé notamment en Afrique du Sud.

### Huile essentielle
Une recherche soutenue par l'Université de Fort Hare et la Fondation nationale pour la recherche d'Afrique du Sud semble démontrer que l'huile essentielle a d'importantes propriétés antifongiques.

### Plante invasive
Échappée des jardins, elle est devenue une plante invasive notamment en France métropolitaine sur le pourtour méditerranéen.
Elle couvre des surfaces considérables et constitue une menace pour la biodiversité : il a été démontré que les tapis qu'elle forme ont induit dans les zones étudiées une diminution de 35 à 60 % de la biodiversité des espèces végétales. Ces tapis modifient de plus les caractéristiques du sol en émettant des tanins et autres substances gênant l'activité bactérienne, ce qui ralentit la décomposition de la litière et augmente l'acidité des sols.
Elle peut être remplacée par l'armérie maritime ou gazon d'Espagne (Armeria maritima). La marguerite naine (Erigeron karvinskianus), autre espèce exotique envahissante, doit être évitée.